# Miss Brasil 2004
Miss Brasil 2004 foi a 50ª edição do tradicional concurso de beleza feminino de Miss Brasil, válido para a disputa de Miss Universo 2004. Esta edição foi realizada no dia 15 de abril no espaço de eventos "Credicard Hall" no estado de São Paulo. A mineira eleita por Tocantins a Miss Brasil 2003, Gislaine Ferreira coroou Fabiane Niclotti do Rio Grande do Sul ao fim da competição. O concurso foi transmitido pela Band, sob a apresentação da Nayla Micherif, a Miss Brasil 1997 e do Gustavo Gianetti, o Mister World 2003. Esta edição do certame ficou marcada na história como o "Jubileu de Ouro" do Miss Brasil. O público aplaudiu de pé as 28 ex-misses que comparecem ao evento - entre elas a baiana Martha Rocha.

## Resultados

### Colocações
| Posição                 | Estado e Candidata |
| Vencedora               | - Rio Grande do Sul - Fabiane Niclotti† |
| 2º. Lugar               | - Minas Gerais - Iara Coelho |
| 3º. Lugar               | - Paraná - Grazi Massafera |
| 4º. Lugar               | - Roraima - Catarina Guerra |
| 5º. Lugar               | - Amazonas - Priscilla Meirelles |
| (TOP 10) Semifinalistas | - Alagoas - Fernanda Dorigon - Bahia - Karoline Souza - Rio de Janeiro - Anelise Sobral - Rondônia - Luana Najara - Santa Catarina - Célia Silva |

### Prêmios especiais
A candidata mais votada pelo site do concurso garantiu vaga no Top 10:
| Prêmio            | Estado e Candidata                     |
| Miss Simpatia     | - Sergipe - Juliana Melo               |
| Miss Voto Popular | - Rio Grande do Sul - Fabiane Niclotti |

### Ordem dos anúncios
| 1. Rio Grande do Sul 2. Amazonas 3. Paraná 4. Rio de Janeiro 5. Santa Catarina 6. Minas Gerais 7. Roraima 8. Rondônia 9. Bahia 10. Alagoas | 1. Amazonas 2. Roraima 3. Paraná 4. Minas Gerais 5. Rio Grande do Sul |  |  |

## Resposta Final
Questionada pela jurada Wanessa Camargo sobre a emoção de fazer Enfermagem (no caso a profissão da miss), a vencedora respondeu:
| “ | Boa Noite a todos! É um imenso prazer estar aqui participando desse grandioso evento, que completa seus 50 anos. Respondendo à sua pergunta, é um conjunto todo, mas a parte que mais me toca é a maternidade, é o nascimento de uma criança. Porque eu tenho verdadeira paixão pela vida. | ” |

## Jurados
Ajudaram a eleger a campeã:
| 1. Jerry Adriani, cantor; 2. Rafaela Bündchen, modelo; 3. Carlos Carrasco, maquiador; 4. Drª Leda Vilas Boas, médica; 5. Lilian Pacce, jornalista de moda; 6. Adriana Samuel, jogadora de vôlei; 7. Ramílio Zampiron, Mister Brasil 2000; 8. Alexandre Herchcovitch, estilista; 9. Wanessa Camargo, cantora; 10. Gui Paganini, fotógrafo; 11. Márcio Rosário, ator; | 1. Fause Haten, estilista; 2. John Stapleton, maquiador; 3. Anna Maria Tornaghi, promoter; 4. Nádia Micherif, consultora de etiqueta; 5. Paulo Borges, diretor da SP Fashion Week; 6. Drª Adriana Villarinho, dermatologista; 7. Henrique Fontes, empresário; 8. Dr. Arthur Maranha, médico; 9. Dudi Machado, jornalista; 10. Marly Bueno, atriz. |

## Candidatas
Disputaram o título este ano:
| - Acre - Fabíola Gomes dos Santos - Alagoas - Fernanda Scorsatto Dorigon - Amapá - Ellen Paula Coutinho Santana - Amazonas - Priscilla Meirelles de Almeida - Bahia - Karoline Araújo de Souza - Ceará - Jorlene Rodrigues Cordeiro - Distrito Federal - Alynne da Silva Coutinho - Espírito Santo - Angélica Corona Bassini - Goiás - Jane de Sousa Borges Oliveira | - Maranhão - Lara Polyane Furtado Cunha - Mato Grosso - Betânia Cristina Zambiazzi - Mato Grosso do Sul - Maisa Krüger - Minas Gerais - Iara Maria R. Azevedo Coelho - Pará - Karla Braga Albuquerque - Paraíba - Isabela Marinho da Nóbrega - Paraná - Grazielli Soares Massafera - Pernambuco - Amanda H. Nolasco Cavalcanti - Piauí - Shênia Laiane Magalhães de Oliveira | - Rio de Janeiro - Anelise Gomes Sobral - Rio Grande do Norte - Suzana Schott da Silveira - Rio Grande do Sul - Fabiane Tesche Niclotti † - Rondônia - Luana Najara Aben Athar Silva - Roraima - Catarina de Lima Guerra - Santa Catarina - Célia Renata da Silva - São Paulo - Mayra Bernava Simões - Sergipe - Juliana Melo Soares Silva - Tocantins - Fânia Marielle Teixeira |

## Repercussão

### Produção
A partir desse ano, algumas afiliadas da Rede Bandeirantes de Televisão passariam a promover as etapas estaduais do Miss Brasil, como os estados do Rio Grande do Sul, Pará e Pernambuco, para eleger as candidatas à edição seguinte. Pela primeira vez, uma edição do concurso nacional teve tapete vermelho e pós-show. Vários apresentadores da emissora, como Astrid Fontenelle, Viviane Romanelli, Leão Lobo e Preta Gil (recém-contratada do canal, na época) fizeram essa tarefa. Somados ao show do concurso propriamente dito, esses eventos formaram a maior transmissão de um concurso de beleza no país: três horas e meia de duração.
O concurso teve as três etapas tradicionais - desfiles de maiô, traje típico e de gala - com inovações. O estilista Marcelo Sommer, curador de moda do evento, resgatou os comportados maiôs Catalina, um dos ícones do concurso. Ele desenhou um modelo tradicional em homenagem aos 50 anos do Miss Brasil, mas adicionou uma malha dourada para a confecção. A trilha sonora também teve mudanças: músicos da Orquestra Sinfônica do Estado de São Paulo interpretaram ao vivo temas que foram do chorinho aos clássicos da música brasileira, abrindo espaço, no entanto, para a participação do DJ Felipe Venâncio, proporcionando uma mistura de ritmos. A dupla Zezé di Camargo & Luciano e os cantores Paula Lima e Alexandre Pires interpretaram canções especialmente escolhidas para o concurso.

### Audiência
A transmissão do certame manteve a média de 7 pontos e o pico de 12 obtidos pela Band com o concurso do ano anterior, o que colocou a emissora em segundo lugar durante alguns minutos na medição do Ibope realizada na grande São Paulo (principal centro de decisões do mercado publicitário do país). Em seus cinco minutos finais, chegou a bater o "Programa do Jô", da Rede Globo e a programação exibida pelo SBT (antiga casa do certame).